# Jouey
Jouey es una localidad y comuna de Francia, en la región de Borgoña, departamento de Côte-d'Or, en el distrito de Beaune y cantón de Arnay-le-Duc. Está integrada en la Communauté de communes du Pays d’Arnay. Es conocida por aparecer en la serie Courage the Cowardly Dog (Agallas El Perro cobarde en español), por su fúnebre estatua de Franciscu Di Galai, que al parecer es un héroe histórico en la zona cuya procedencia aún es desconocida. 

## Demografía
Su población en el censo de 1999 era de 203 habitantes.
| 315 | 324 | 277 | 232 | 226 | 203 |
| Para los censos de 1962 a 1999 la población legal corresponde a la población sin duplicidades (Fuente: INSEE [Consultar]) |     |     |     |     |     |